# Batman (Terry McGinnis)
Terrence "Terry" McGinnis es un superhéroe ficticio que aparece en los cómics estadounidenses publicados por DC Comics. El personaje fue creado por Bruce Timm y Paul Dini y apareció por primera vez en el episodio piloto de la serie de televisión animada Batman del Futuro (1999-2001), con la voz de Will Friedle.
Terry McGinnis es el vigilante conocido como Batman en el futuro, habiendo tomado el nombre después de que el anciano Bruce Wayne se retirara. En la continuidad del universo animado de DC, eventualmente se entera de que es el hijo biológico de Bruce Wayne (bajo una ingeniería genética encubierta por el Proyecto Cadmus) sin que él lo supiera, y Bruce fue al principio que el primero fue concebido y criado por Warren McGinnis.

## Historia de Publicación
McGinnis fue creado como protagonista para la serie animada Batman del Futuro, la cual sirve como una continuación de Las Nuevas Aventuras de Batman, siendo un personaje original del Universo Animado DC. Durante un largo tiempo, no fue considerado un personaje dentro del canon del Universo DC. En Countdown aparece la Tierra-12, un universo alterno con su propia versión de Terry McGinnis y otros personajes del futuro. Sin embargo, en Batman #700, Grant Morrison finalmente lo introdujo en la continuidad del futuro de Batman en 2010, siendo uno de los personajes en migrar de la televisión a los cómics (junto a otros como Harley Quinn, Roxy Rocket y Mercy Graves).

## Biografía del personaje
Terry nació en Neo-Gotham City en Tierra-12, un universo alterno, el 18 de agosto de 2023, hijo de Warren y Mary McGinnis, un científico que trabajaba para Wayne-Powers y una astrónoma en Astro-Tech respectivamente. Por su propia admisión, solía ser un "chico problemático". Siendo parte de una pandilla encabezada por el que fuera su mejor amigo, Charlie "Grandioso" Bigelow, Terry tuvo bastantes encuentros con la policía de Ciudad Gotham a los catorce años, mientras sus padres tramitaban su divorcio, al punto de pasar tres meses en el reformatorio (al ser menor de edad, se salvó de los tres años de prisión que le dieron a Charlie).
Años después de que Batman ha desaparecido de Gotham, Terry tiene un enfrentamiento con los Jokerz, un grupo de pandilleros que se visten de payasos como tributo al ya fallecido y legendario criminal, el Joker. Terry huye hasta llegar a los terrenos de la Mansión Wayne, donde un anciano Bruce Wayne acude en su defensa y les exige a los Jokerz irse de su propiedad. A causa de la breve pelea y forzar a los Jokerz a irse, Bruce sufre un ataque al corazón, de modo que Terry ayuda a Bruce a regresar a la mansión para darle su medicina. Antes de irse, cuando Bruce se queda dormido, Terry nota un murciélago atrapado en el reloj de la sala. Al intentar liberarlo, descubre la entrada a la Batcueva y se da cuenta de que el anciano es en realidad el caballero de Gotham. Bruce se despierta y, furioso, echa a Terry de allí.
Terry regresa a casa para encontrarse con que han asesinado a su padre, aparentemente es obra de los Jokerz. Después de mudarse con su madre y su hermano menor descubre que Derek Powers quien ha asumido el liderazgo absoluto de Wayne-Powers ordenó la muerte de Warren cuando este descubrió los planes de Powers para producir y vender armas biológicas. Terry le informa de esto a Bruce e intenta pedirle su ayuda para detener los planes de Powers, pero no logra convencer al anciano de tomar el manto de nuevo; ya que Bruce aún se siente atormentado por un incidente en el que se vio forzado a usar un arma de fuego para salvar su vida. Terry decide tomar el asunto por su propia mano y determinado a vengar a su padre, roba la última versión del Batraje que utilizó Bruce al final de su carrera como Batman. A pesar de la desconfianza inicial, Bruce finalmente se ve convencido de ayudar a Terry cuando este le dice que sabe lo que le pasó a sus padres y entiende cómo se siente. Terry logra exitosamente frustrar los planes de Powers, en el proceso causando que Powers sea expuesto a su propio gas nervioso, provocando su mutación en Blight.
Convencido de que la ciudad aún necesita a Batman, Bruce contrata a Terry como su "asistente personal " y comienza a entrenarlo para su rol como el nuevo caballero de Gotham. Bruce ayuda a Terry manteniéndose en contacto con él desde la Batcueva. Aparte de sus deberes de vigilante como Batman, Terry cumple como chofer de Bruce además de ser su asistente en los negocios y tareas diarias en su casa y oficina.
Luego de que la identidad criminal de Powers sale a la luz pública y Terry finalmente logra que se haga justicia al asesino de su padre, Terry decide continuar con su rol como Batman, con la esperanza de que su papel como héroe le sirva para redimirse por sus actos de delincuente juvenil en el pasado.

## Relaciones

### Bruce Wayne
A pesar de su rol como el nuevo Batman, Terry lleva una vida muy diferente y menos privilegiada que Bruce. Aparte de llevar encima la carga por la muerte de su padre, Terry tiene que esforzarse por mantener su doble vida en secreto de su madre y hermano menor. A causa de sus responsabilidades como Batman, no disfruta de las mismas libertades que tuvieron Dick Grayson y Tim Drake cuando ocuparon el puesto de Robin, así que siempre tiene que estar preparado cuando se le necesita. Como resultado, Terry apenas logra mantener el equilibrio entre ambas vidas, por lo que frecuentemente él y Bruce se cuestionan su confiabilidad.
Terry y Bruce desarrollan un gran respeto uno por el otro, al punto que Terry llega a ver a Bruce como un padre sustituto. Pese a la actitud seria y estricta de Bruce con Terry (la cual mantiene para asegurarse de fortalecerlo física y emocionalmente), y aunque Bruce a veces puede ser muy distante con el joven Batman, en varias ocasiones ha demostrado que realmente le importa y se preocupa por Terry.
A su vez, Bruce inicialmente trata a Terry de la misma manera que lo hacía con Dick Grayson y Tim Drake. Con el tiempo, Terry se gana su lugar, y Bruce lo acepta como su heredero en el legado de Batman, demostrando tener mucha fe en él a pesar de su pasado criminal. Bruce llega incluso a contarle a Terry sobre sus viejos enemigos y experiencias pasadas como Batman, tales como su relación con Selina Kyle también conocida como Gatúbela, Terry también llega a investigar por su cuenta sobre algunos individuos en el pasado de Bruce como Talia al Ghul, aunque Bruce rara vez habló con él acerca del Joker, ya que sus enfrentamientos con este villano en particular eran mucho más personales que ningún otro enemigo conocido.
En el episodio de Liga de la Justicia Ilimitada llamado "Epílogo" se revela que Terry es de hecho hijo biológico de Bruce, debido a un proyecto iniciado por Amanda Waller, quien estaba convencida de que el mundo siempre necesitaba a Batman. En este punto Terry, quien se estaba planteando retirarse, ha crecido mucho físicamente, mostrando una constitución y estatura similares a las de Bruce Wayne en sus mejores días.

### Familia
Terry valora mucho a su madre, Mary McGinnis, y a su hermano menor, Matt, ya que son la única familia cercana que le queda. Al momento de su muerte, Warren McGinnis estaba divorciado de su esposa y cada uno tenía la custodia de uno de sus hijos: Terry vivía con su padre, y Matt con su madre. Después del divorcio, se observa en el primer episodio que la relación de Terry con su padre parece estar algo tensa. Después del asesinato de Warren, Terry se va a vivir con su madre. La última vez que hablaron Terry y su padre tuvieron una fuerte discusión, algo por lo que Terry jamás se perdonó.
Aunque existe la típica chispa de rivalidad fraternal entre él y Matt, Terry siempre está allí para levantarle los ánimos a su hermano menor cuando lo necesita, notablemente en el episodio "El Fantasma" cuando Matt se preocupa de no poder recordar bien a su padre. Matt es también un gran fanático de Batman en su familia, algo irónico pues Matt no tiene idea de que su hermano mayor y el héroe al que admira son la misma persona.
En lo que concierne a Mary y Matt, Terry simplemente es un asistente de Bruce Wayne que le hace encargos. La idea de que Terry fuese Batman les parece absurda, e incluso se rieron de él cuando intentó decírselos en "La verdad oculta."
En el episodio de Liga de la Justicia Ilimitada "Epílogo", Terry le dice a Bruce Wayne que siempre supo que Warren McGinnis lo amaba con todo su corazón, y que le hubiera ido mejor si hubiera estado más dispuesto a escucharlo.

### Max Gibson
Maxine "Max", Gibson es una chica afroamericana compañera de clases de Terry y una de sus mejores amigas. Max se muestra curiosa cuando Batman "regresa" a Gotham City, y usando su talento con las computadoras crea un programa para descubrir su identidad secreta. Después de desenmascarar a Terry, Max insiste en formar parte de su vida, convirtiéndose en su confidente, y una valiosa aliada para buscarle información para resolver los casos y ponerle excusas a su novia Dana para encubrirlo. Max ocupa, esencialmente, el lugar de Alfred Pennyworth para Terry, al punto que Terry incluso la llama “Alfred” en una ocasión.

### Dana Tan
Dana Tan es la novia de Terry, y asiste con él a la secundaria Hamilton Hill. En el episodio "En Grande," Dana reconoce a Charlie "Grandioso" Bigelow al verlo, sugiriendo que ella y Terry ya se conocían desde los catorce años. A pesar de que su relación es generalmente buena, en ocasiones tienen dificultades debido a que Terry tiene que adaptarse a su rol como Batman lo que le lleva muy a menudo a dejarla plantada. En varias ocasiones parecen llegar cerca del rompimiento, especialmente cuando Terry conoce a Melanie Walker, alias Diez de la Banda de la Escalera Real.
Sin embargo, varios años más tarde, Terry finalmente acepta por completo su rol como Batman, y aparentemente llega a revelarle su secreto a Dana. Aunque le lleva algo de tiempo superar su miedo de que ella esté en peligro si su identidad se ve comprometida, al final se ve que Terry planea proponerle matrimonio.

### Melanie Walker / Diez
En medio de un rompimiento con Dana, Terry conoce a Melanie Walker y los dos rápidamente se ven atraídos uno por el otro. Sin embargo, Terry queda devastado al descubrir que ella también lleva una doble vida: es Diez, el miembro más joven de la última encarnación de la Banda de la Escalera Real. A pesar de su confusión, finalmente aclara sus sentimientos y decide volver con Dana, mientras que Melanie no tiene idea de que el chico que le gusta y su enemigo son la misma persona.
Terry tiene varios encuentros con Diez y la Banda de la Escalera Real; y en cada ocasión intenta convencerla de que rectifique el camino, demostrando que en el fondo se preocupa por ella. Su relación es muy similar a la que tuvieron Bruce Wayne, el Batman original y Selina Kyle, la Catwoman original, algo que el mismo Bruce reconoce y decide contárselo a Terry para alivianar el sentido de culpa que tenía en ese momento.

### Barbara Gordon
Barbara Gordon, la hija de James Gordon y anteriormente Batgirl, en esta serie es una mujer mayor y ha sucedido a su padre como comisionada de la policía de Ciudad Gotham. Al principio, Barbara desconfía de Terry, ya que conoce su historial como criminal en el pasado, y piensa que es demasiado joven para el rol de Batman. En varias ocasiones, Terry echa a perder operaciones de vigilancia policíaca por entrometerse sin conocer la situación, cosa que empeora su relación.
En la película de El Regreso del Joker, se revela que aún le atormenta la tortura que sufrió Tim Drake (Robin) a manos del Príncipe Payaso del crimen. Llega incluso a decirle a Terry que debería dejar de ser Batman, y en una ocasión trató de arrestarlo cuando lo inculparon por un supuesto asesinato, aunque después de que se demuestra su inocencia se disculpa públicamente e incluso le otorga un premio por servicio cívico.
Con el tiempo, Barbara llega a respetar a Terry, y reconoce que el muchacho es digno de llevar el manto de Batman, incluso ayudándolo en las ocasiones en las que Bruce queda fuera de circulación. Sin embargo, ella misma dice que “no es su padre” y por la misma razón nunca llega a trabajar con Terry de la misma manera que James Gordon lo hacía con Bruce.

### Charlie Bigelow
Charlie "Grandioso" Bigelow es un delincuente juvenil, el responsable de arrastrar a Terry a ser un criminal a muy corta edad. En el episodio "En grande," Terry le revela su historia con Charlie a Max, explicándole que el robo en el que se vio involucrado cuando lo enviaron al reformatorio le costó tres años de prisión a Charlie. Sintiéndose culpable, Terry intercambiaba correo electrónico con Charlie periódicamente mientras estaba en prisión. Cuando Charlie finalmente salió de la cárcel, Terry convence a Bruce de que le de un trabajo en Wayne-Powers. Esto resulta ser en realidad parte de un plan en el que Charlie ayuda a espiar para una empresa rival, durante el cual Charlie es expuesto a un químico experimental para el crecimiento, causándole una mutación que lo convierte en una enorme y monstruosa criatura.
A pesar de la amistad de Terry con Bigelow y lamentando que su tiempo en prisión no le ayudara a reformarse, los eventos en el episodio "La Traición" dejan claro que Bigelow solo estaba utilizando a Terry en beneficio personal. Terry finalmente deja de lado su culpabilidad por Charlie y lo ve como el monstruo que realmente es. La relación de Terry y Charlie es similar a la de Bruce y Harvey Dent, dos mejores amigos que eventualmente se convierten en enemigos mortales.

### Otros superhéroes
Terry creció admirando a muchos otros superhéroes de su día, la Liga de la Justicia Ilimitada. Eventualmente, es reclutado por Superman para descubrir a un traidor dentro del equipo, el cual resulta ser el mismo Superman, bajo el control del parásito extraterrestre Starro. Aunque el resto del equipo desconfía de Terry fundándose en su inexperiencia, Terry se gana su respeto luego de salvar sus vidas y liberar a Superman del control del parásito. Sin embargo, al final decide que prefiere seguir los pasos de su mentor y servir a la liga solo a tiempo parcial.
En un episodio de la serie Static Shock, Static es enviado por accidente 40 años al futuro, y se ve forzado a trabajar con Terry para rescatar al Static del futuro de la organización KOBRA. Aunque Terry tiene sus dudas al principio, al final llega a admitir que ve el parecido entre el Static joven y el adulto.
Terry parece haberse unido a tiempo completo, ya que en Liga de la Justicia Ilimitada se le ve en el futuro como miembro regular.

## Proyecto Batman del Futuro
En el episodio final de la segunda temporada de Liga de la Justicia Ilimitada llamado "Epílogo", el cual tiene lugar 15 años después de la serie original de Batman del Futuro, Terry descubre la verdad sobre sus orígenes. Cuando Bruce requiere un trasplante de riñones, Terry descubre tener una compatibilidad perfecta. Después de mucho dudar, se hace una prueba de ADN y se da cuenta de que Bruce es su padre biológico. Terry va en busca de Amanda Waller, la única persona que él cree puede responder a sus preguntas. Mientras lo hace, empieza a imaginarse escenarios donde abandona a la gente importante para él ya que cree que su vida fue siempre una mentira.
Terry descarga sus frustraciones sobre Bruce y sus planes con Waller, para encontrarse con una sorpresa cuando Waller le revela que Bruce no fue responsable de ese asunto, sino que en realidad ella es la verdadera responsable de todo, sin el consentimiento de Bruce. Décadas antes, Waller era el enlace del gobierno con la Liga de la Justicia y con el tiempo empezó a considerar a Batman como el miembro más capaz de la liga; pese a no tener superpoderes, siempre salvaba el día con su ingenio, su cuerpo y su determinación y que con el tiempo, Bruce Wayne se ganó su respeto y su confianza. Desafortunadamente, Amanda Waller notó algo más con el pasar de los años: Batman era humano y como tal iba envejeciendo y cada vez se ponía más lento. Sabía que algún día Batman tendría que retirarse, o que alguien se las arreglaría para matarlo. Convencida de que el mundo siempre necesitará a Batman, decidió crear uno nuevo.
Waller, usando sus antiguas conexiones del proyecto Cadmus, reunió la tecnología que necesitaba para sus planes. Así nació el "Proyecto Batman del Futuro" donde consiguió el ADN de Bruce Wayne de una muestra de sangre que recogió tras una de sus muchas peleas. Años más tarde en Neo-Gotham City, encontró a una joven pareja con un perfil psicológico idéntico al de los padres de Bruce. Warren McGinnis recibió lo que pensaba que era una vacuna para la gripe, pero en realidad era una solución nanotecnológica usada para reemplazar su material genético con una copia exacta del de Bruce Wayne. Un año más tarde, Mary McGinnis dio a luz a Terry, quien compartía la mitad de su material genético con Bruce.
Pero eso era solo parte del plan de Waller, ya que lo siguiente era la tragedia. Cuando Terry tenía ocho años, él y sus padres fueron a ver una película de acción y mientras iban de camino a casa, no se dieron cuenta de que alguien los estaba siguiendo, que resulta ser la mismísima Andrea Beaumont, un viejo amor de Bruce Wayne y también conocida como "el Fantasma", la cual fue contratada por Waller para asesinar a los padres de Terry en ese momento. Waller esperaba que el trauma de ver a sus padres siendo asesinados frente a él pondría a Terry en el camino de convertirse en Batman. Sin embargo, Beaumont al final se rehusó a matar a los padres de Terry y entonces fue a recriminarle a Waller diciendo la siguiente frase: "Batman era obsesivo y haría lo que fuera para lograr sus metas, pero nunca recurriría al asesinato." A raíz de eso, Waller comprendió que Beaumont tenía razón en su punto de vista y que si quería honrar a Batman y su legado, no podía asesinar a sangre fría a dos personas inocentes solo por un capricho suyo y a raíz de esto el proyecto fue cancelado, por lo que poco después nacería Matt, el hermano menor de Terry.
Sin embargo y por mera coincidencia del destino, el padre de Terry terminó siendo asesinado una noche, por lo que Terry terminó convirtiéndose irremediablemente en Batman en busca de venganza. A causa de este hecho, Terry cree que lleva consigo una maldición y que estaba predestinado a convertirse en Batman desde que nació. Waller, sin embargo, le asegura a Terry que es libre de elegir su propio destino, aclarándole que el no es un clon de Bruce, sino su hijo y que no tiene por qué ser completamente igual a él. Gracias a esto, Terry finalmente comprende todo lo que Bruce trato de enseñarle con el paso de los años y encuentra el coraje para proponerle matrimonio a su novia Dana y conseguir la felicidad que Bruce Wayne nunca pudo, además de aceptar por completo su destino como el nuevo Batman.
Según declaró Dwayne McDuffie, Bruce, siendo el mejor detective del mundo, logra averiguar que Terry y Matt son sus hijos genéticos algún tiempo después que Terry asume el rol de Batman, descubriendo las maquinaciones de Waller. Sin embargo, prefiere mantenerlo en secreto por respeto a Warren McGinnis, y porque quiere que Terry se haga un hombre por su propia cuenta.

## Poderes, habilidades y equipo
Aparte del entrenamiento que recibió de Bruce, Terry demuestra ser un peleador callejero bastante hábil, capaz de enfrentarse solo a varios pandilleros a la vez sin ayuda, e incluso había estado en el equipo de lucha de su escuela. Bajo la tutela de Bruce, Terry ha logrado llevar su físico a niveles olímpicos. A pesar de las ventajas que le otorga su Batitraje, se entrena con mucha frecuencia para evitar depender demasiado de él.
Su entrenamiento con Bruce le ha dado reflejos excepcionales, demostrando ser capaz de evadir disparos y ejecutar saltos y piruetas con o sin el traje. Terry incluso logró derrotar una vez a su propio traje en combate cuando este estaba bajo el control de la conciencia computarizada de un hombre de negocios muerto, armado solo con el equipamiento del viejo cinturón de Bruce. Quince años después del episodio final de Batman del Futuro, cuando Terry está en sus treinta, consigue pasar a través de los sistemas de seguridad de Amanda Waller y vencer a sus guardias sin usar su traje, sugiriendo que sus habilidades ahora están a la par con las de su mentor en sus mejores días.
En "Epílogo", Waller comenta que Terry ha heredado muchas de las cualidades de Bruce. Posee un gran intelecto, aunque Waller nota que Bruce es el más brillante de los dos. A pesar de que tiende a depender de Bruce para los detalles intelectuales cuando está en el campo de batalla, Terry ha sido bien entrenado por Bruce como detective, siendo capaz de rastrear a Shriek o determinar la conexión entre el Joker y Tim Drake cuando Bruce quedó incapacitado. Aun con su entrenamiento de detective, Terry aspira a convertirse en un médico, y con Bruce ha aprendido también sobre curas, remedios y antídotos.
Como Batman, Terry imita el tono de voz profundo e intimidatorio de Bruce. Hace esto por voluntad propia, para separar las entidades de Terry y Batman. Su actor de voz, Will Friedle, declaró que, en su opinión, la razón por la que Terry usa una voz profunda como Batman no es solo para causarles miedo a los criminales, sino también para ocultar que es un adolescente.

### Batitraje
El Batitraje usado por Terry es la última encarnación creada por Bruce antes de su retiro. A pesar de que la tecnología usada para construirlo tiene más de 20 años, sigue siendo muy efectivo. Aparte, después que Terry se convierte en Batman, él y Wayne en varias ocasiones le hacen modificaciones para mejorarlo y agregarle cosas nuevas. Esta versión del traje tiene una máscara que cubre por completo la cara, dejando solo una abertura para la boca. Unas lentes especiales en los ojos transmiten datos visuales al usuario, permitiéndole varios tipos de visión y escaneo, y además le permiten a Wayne monitorear las actividades de Terry desde la Baticueva, ya que puede ver y oír lo mismo que Terry. La capa ha sido eliminada, siendo reemplazada por un par de alas retráctiles debajo de los brazos que le permiten planear. Propulsores en las botas le permiten a Batman volar en ausencia de viento. Para viajes largos, Terry tiene acceso a un Batimóvil con capacidad de vuelo. Los circuitos del traje incluyen también un sistema de parálisis que bloquea todos los movimientos del mismo desde la Baticueva, esto en caso de que el traje sea robado o si se lo pone la persona equivocada. El traje es capaz de ajustarse con facilidad al físico de quien lo usa, lo cual se nota por las diferencias de constitución entre Bruce y Terry. El material del que está hecho reduce en casi nada la flexibilidad, y está equipado con servomotores que incrementan la fuerza diez veces, además de aumentar la agilidad.
El material del traje es bastante resistente a toda clase de fuerzas (en particular, pudo soportar golpes de Superman), fuego, rayos láser, choques de electricidad, presión del agua, balas e incluso niveles bajos de radiación. Después de un episodio en el que Terry por poco se ahoga, se le agregó un respirador para permanecer más tiempo en el agua, o respirar en otros ambientes inhóspitos. El traje posee un enlace de dos vías de audio y vídeo con la computadora de la Baticueva, permitiéndole a Terry mantenerse en contacto con Bruce para mayor planeación táctica. Lo mismo se aplica con el Batimóvil, el cual se puede manejar a control remoto. Unos micrófonos en los dedos le permiten al usuario escuchar y grabar conversaciones a larga distancia o a través de las paredes. Los lentes del traje pueden escanear diferentes frecuencias en el espectro electromagnético, permitiéndole usar visión nocturna entre otras cosas. Sin embargo, ya que las capacidades visuales del traje son completamente electrónicas, el usuario queda totalmente ciego si estas se ven interferidas.
El traje tiene varias capacidades defensivas. Un dispositivo en el cinturón carga el traje con electricidad para repeler a los atacantes, este fue agregado después de los encuentros que tuvo Terry con la supervillana Inque; esta misma habilidad se puede concentrar solo en las manos, con lo que se puede usar para ofensiva si es necesario. El traje posee además un dispositivo de camuflaje óptico que puede volver a Terry invisible, una característica también presente en el Batimóvil. Las suelas de las botas tienen instalados unos imanes que le permiten al usuario adherirse a superficies metálicas.
El traje cuenta además con un gran arsenal ofensivo. Puede cargar un gran número de Batarangs que, cuando están inactivos, son lo bastante compactos para ser invisibles a simple vista. Estos Batarangs cuentan con una amplia gama de funciones auxiliares, como choques eléctricos o explosiones. Además, el Batitraje tiene discos cortantes que se disparan de las manos, unos ganchos en los antebrazos, y dispositivos rastreadores. El cinturón del Batitraje incluye granadas cegadoras, cápsulas de humo, esposas, y una pequeña moto sierra en el bucle. Unas garras retráctiles le permiten al usuario cortar objetos o aferrarse a paredes para escalar.
Finalmente, el Batitraje posee varios dispositivos para ayudarse en el trabajo de detective. El dedo índice derecho cuenta con un decodificador para abrir cerraduras electrónicas, y los dedos pueden analizar las sustancias en que toquen. Otros dispositivos menos usados, como escáneres de frecuencia, también aparecen.

## En otros medios

### DCAU Tie-in comics
Aparte de tener su propia serie de cómics, Terry hizo una aparición en Las Aventuras de Superman #64, persiguiendo a una versión futurística de Brainiac.

### Televisión
- McGinnis hizo una aparición especial en la serie spin-off El Proyecto Zeta. También apareció en el episodio “Future Shock” de Static Shock, en el cual Static viaja en el tiempo. McGinnis más tarde aparece en tres episodios de Liga de la Justicia Ilimitada; "El Pasado y el Futuro, Parte 1: Extrañas leyendas del Oeste" (al final), "El Pasado y el Futuro, Parte 2: Tiempo Alterado," junto con Static y Warhawk. En este episodio es aparentemente asesinado por las gemelas Dee Dee usando sus látigos de energía, pero su muerte es deshecha por Linterna Verde y el Batman del presente. Luego que la línea temporal es restaurada, Terry aparece 15 años después en el episodio "Epílogo", el cual se centra en sus orígenes, sirviendo como una conclusión para Batman del Futuro.
- McGinnis hizo su regreso a la televisión desde "Epílogo" a la adaptación de DC Nation Shorts de Batman Beyond durante la celebración del 75 aniversario de Batman.
- Un fondo de pantalla de McGinnis como Batman se muestra en la casa de Nightwing en la serie animada, Teen Titans Go!, aunque no tiene apariencia física.

### Películas
- Terry McGinnis aparece como Batman del futuro en la película animada de 2024, Justice League: Crisis on Infinite Earths (Parte 2 y Parte 3).

### Universo principal DC
El concepto de Batman del futuro pasó a formar parte del canon de DC Comics en las páginas de los números 22 y 23 de Superman/Batman, donde Bizarro es transportado a una realidad alterna en algún lugar del Hiper-tiempo similar a la Ciudad Gotham que se ve en Batman del Futuro, donde se ve a Batman con el traje negro con el emblema rojo de la serie animada. Esta versión del personaje se mantiene en contacto con Bruce Wayne, pero era referida como "Tim." Este cameo fue suficiente para sacar al mercado una figura de acción del personaje, listada como "Tim Drake"; sin embargo, los escritores posteriormente admitieron que se equivocaron con el nombre del personaje.
También, en Cuenta Regresiva para la Crisis Final, el anterior Robin Jason Todd, la anteriormente Wonder Girl Donna Troy, el Linterna Verde Kyle Rayner, y Bob el Monitor viajan a "Tierra-12," que se ve similar al futuro del universo animado. Desde las azoteas ven a alguien con el traje de Batman del Futuro derrotando a miembros de los Jokerz (aunque no saben quién está bajo la máscara de este futuro Batman), a lo cual Jason Todd dice: "Entre más cambian las cosas, más se quedan igual." El grupo especula que podría ser Tim Drake o Dick Grayson quien está bajo la máscara. Sin embargo, El Monitor confirma que se trata de Terry McGinnis.
El personaje recientemente recibió una nueva figura en la línea de figuras de acción de, en la cual aparece como McGinnis en vez de Tim Drake.
La miniserie de Batman del Futuro comenzó a correr el 16 de junio de 2010, teniendo lugar en Nueva-Gotham en 2039, y se centra en una serie de asesinatos contra aquellos que tuvieran algo que ver con el Batman de Bruce Wayne, amigos o enemigos. Dan DiDio declare que esta "miniserie de Terry McGinnis" es una respuesta a los "fanes del personaje.” Será escrita por Adam Beechen, escritor de la serie The Batman. Según Beechen, la trama en este libro servirá para abrir las puertas del "legendario" Universo Animado DC e insertarlo dentro de los cómics, conectando ambas continuidades. La serie tendrá lugar algún tiempo después que McGinnis derrota al resucitado Joker y continuará donde Bruce Timm originalmente la dejó, pero será años antes de saber que Bruce Wayne es su padre biológico.
En 2010, Terry apareció junto a Superman en Superman/Batman Anual 2010, que continua después de que se conocen por primera vez.
Terry se convirtió oficialmente en parte del canon del DCU en Batman #700, que trata sobre las vidas de los hombres que han tomado el manto de Batman. En este se muestra que Terry tiene una historia con Damian Wayne, quien lo rescata de Dos-Caras-Dos como Batman, y posteriormente se convierte en su sucesor como Batman, siendo Damian su mentor en lugar de Bruce.
En octubre de 2010, se anunció en la convención de cómics de Nueva York que Batman del Futuro comenzaría con una serie en enero de 2011. La serie terminó con solo ocho numerous en agosto de 2011. Se ha hablado de la posibilidad de una nueva serie en enero de 2012.

### Videojuegos
- El Batitraje de Terry aparece como contenido descargable en los videojuegos Batman: Arkham City y Batman: Arkham Knight. También está disponible en Injustice: Dioses entre nosotros. El traje también está disponible para su uso en avatar en Xbox Live.
- Terry McGinnis aparece a través de contenido descargable como un personaje jugable en Lego Batman 3: Beyond Gotham, con la voz de Troy Baker.
- Batman Beyond: Return of the Joker para Game Boy Color, PlayStation y Nintendo 64 siguieron la película del mismo nombre.